# Rudi Tupy
Rudolf (Rudi) Henrik Tupy, född 1891 i Wien, död 25 maj 1973, var en svensk konstnär.
Han var son till affärsmannen Anton Tupy och Eisabeth Kary och bror till Willy Tupy.
Tupy studerade vid konstakademin och Kunstgewerbeschule i Wien och bosatte sig 1914 i Stockholm där han kom att studera konst för Carl Wilhelmson samt under studieresor i södra Europa. Under 1930- och 1940-talen var han anställd som litograf vid Esselte där han efter egna originalakvareller tillverkade planscher för skolundervisningen. Som illustratör gjorde han sig känd genom sin medverkan i uppslagsverk och operationsteckningar för anatomiska läroböcker, bland annat Petréns anatomiböcker. 
Bland hans offentliga arbeten märks en bakgrundsmålning på skolan för tal och hörselskadade i Örebro.